# Bletia
Genre
Classification phylogénétique
Bletia est un genre de la famille des Orchidaceae.

## Synonymes
- Anthogyas Raf.,
- Bletiana Raf.,
- Crybe Lindl.,
- Gyas Salisb.,
- Regnellia Barb. Rodr.
- Thiebautia Colla

## Répartition
Amérique tropicale depuis la Floride jusqu'au Brésil.

## Liste partielle d'espèces
- Bletia adenocarpa  Rchb.f. (1856)
- Bletia amabilis  C.Schweinf. (1938)
- Bletia antillana  M.A.Diaz & Sosa (1997)
- Bletia campanulata  Lex. (1825)
- Bletia candida  Kraenzl. (1920)
- Bletia catenulata  Ruiz & Pav.  (1798
- Bletia coccinea  Lex. (1825)
- Bletia concolor  Dressler (1968)
- Bletia ensifolia  L.O.Williams (1946)
- Bletia florida  (Salisb.) R.Br. (1813)
- Bletia gracilis  Lodd. (1833)
- Bletia greenmaniana  L.O.Williams (1946)
- Bletia greenwoodiana  Sosa (1994)
- Bletia lilacina  A.Rich. & Galeotti (1845)
- Bletia macristhmochila  Greenm. (1897)
- Bletia meridana  (Rchb.f.) Garay & Dunst. (1976)
- Bletia neglecta  Sosa (1994)
- Bletia nelsonii  Ames (1922)
- Bletia netzeri  Senghas (1993)
- Bletia parkinsonii  Hook. (1839)
- Bletia parviflora  Ruiz & Pav. (1798)
- Bletia patula  Hook. (1836)
- Bletia punctata  Lex. (1825)
- Bletia purpurata  A.Rich. & Galeotti (1845)
- Bletia purpurea  (Lam.) DC. (1840)
- Bletia reflexa  Lindl. (1836)
- Bletia repanda  Ruiz & Pav. (1798)
- Bletia riparia  Sosa & Palestina (2002)
- Bletia roezlii  Rchb.f. (1876)
- Bletia similis  Dressler (1968)
- Bletia stenophylla  Schltr. (1919)
- Bletia tenuifolia  Ames & C.Schweinf. (1933)
- Bletia uniflora  Ruiz & Pav. (1798)
- Bletia urbana  Dressler (1968)
- Bletia warfordiana  Sosa (1994)